# Palazzo Loredan (Campo Santo Stefano)
Palazzo Loredan si affaccia sul campo Santo Stefano, nel sestiere di San Marco a Venezia. Prima dell'acquisizione da parte della famiglia Loredan nel 1536 e il restauro ad opera dell'architetto Antonio Abbondi, era un gruppo di fabbricati adiacenti, di stile gotico, appartenenti alla famiglia Mocenigo. Gli edifici comprati vennero sostanzialmente restaurati e fatti diventare un unico edificio per l'abitazione di una famiglia patrizia.
Dopo la caduta della Serenissima l'ultima erede dei Loredan vendette il palazzo ad un affarista nel 1802-1805.
Nel 1813 il palazzo viene acquistato dal Regio Demanio, diventerà sede del Ministero della Guerra con relativo tribunale militare e abitazione del Governatore.
Tra il 1855 e il 1862 l'edificio diventa sede dell'ufficio provinciale delle pubbliche costruzioni. In questa occasione verranno fatti lavori radicali di adattamento dell'ala sud del palazzo ad uffici. Viene per questo costruito un soppalco nel piano nobile.
Nel 1888 il palazzo viene assegnato come sede dell'Istituto veneto di scienze, lettere ed arti che vi ci si trasferirà nel 1891. In questa occasione vengono effettuate numerose opere di restauro e di arredo.

## Architettura
Originariamente in stile gotico, attualmente ha un fronte più stretto che occupa gran parte della lunghezza di campo Santo Stefano e una facciata più piccola ma più ricca.
La polifora del lato lungo è formata da 8 finestre e da nove colonne ioniche.
Il lato che si affaccia su campiello Loredan lascia trapelare il precedente stile architettonico.
La facciata più ricca è quella che guarda verso la chiesa di Santo Stefano formata da un maestoso fronte in pietra che richiama lo stile del lato lungo, ad opera di Giovanni Gerolamo Grapiglia.
Nell'interno si può vedere il grande androne ricavato utilizzando molti degli elementi appartenenti alla case che si ergevano precedentemente in loco. I capitelli delle colonne sono di origine gotica e quindi probabilmente riutilizzati. Per creare questo androne, con la doppia scalinata che porta al piano nobile, venne chiuso con un muro il porticato esterno che stava tra due edifici, si può ancora vedere la vera di pozzo con stemma dei Mocenigo all'interno. La splendida scala monumentale, che ricorda la Scala dei Giganti di Palazzo Ducale, venne eseguita da Antonio Abbondi.
L'esterno del palazzo nella versione del restauro del 1500 prevedeva l'affresco della parte lunga del palazzo con motivi dal gusto manierista tosco-romano. L'artista che li dipinse è Giuseppe Porta detto il Salviati. Gli affreschi esaltavano le virtù domestiche civiche e militari di personaggi del mondo romano come: Lucrezia, Clelia, Porsenna e Muzio Scevola. Quest'ultimo era vantato come mitico progenitore della famiglia Loredan.

## Dipinti
Sul soffitto di una stanza del mezzanino è possibile vedere delle tele di Jacopo Palma il Giovane e di Antonio Vassilacchi risalenti al 1600. I quattro dipinti, raffiguranti scene dell'Antico Testamento, sono probabilmente state spostate da altri ambienti del palazzo nel 1800.
Nel 1752, in occasione dell'elezione a Doge di Francesco Loredan, venne affrescata una stanza al piano nobile. L'affresco è attribuito a Giuseppe Angeli e le quadrature a Francesco Zanchi. Sempre nella stessa stanza gli stucchi ornamentali sono invece attribuiti a Giuseppe Ferrari.
Di notevole interesse è anche l'affresco di Giovanni Carlo Bevilacqua intitolato Allegoria napoleonica. Questo dipinto è stato restaurato di recente, dopo il tentativo di distruggerlo da parte dei Tedeschi nel 1814.

## Panteon Veneto
- 1552–1623: Paolo Sarpi, opera di Angelo Cameroni
- …–827: Agnello Partecipazio, opera di Pietro Lorandini
- 1730–1808: Melchiorre Cesarotti, opera di Romano Petrelli
- 1551–1629: Giovanni I Corner
- 1324–1380: Vettor Pisani, opera di Angelo Giordani
- 1695–1763: Marco Foscarini, opera di Luigi Minisini
- 1107–1205: Enrico Dandolo, opera di Antonio Bianchi
- 1302–1382: Andrea Contarini, opera di Giuseppe Bernardis
- 1738–1806: Giambattista Galliccioli, opera di Pietro Bearzi
- 1704–1795: Giovanni Arduini, opera di Pietro Bearzi
- 1687–1764: Lazzaro Moro, opera di Pietro Bearzi
- 1285–1355: Marino Faliero, opera di Francesco Bosa
- 1710–1789: Paolo Renier, opera di Marco Pasato
- 1454–1538: Andrea Gritti, opera di Luigi Borro
- 1449–1515: Aldo Manuzio, opera di Gaetano Zennaro
- 1778–1827: Ugo Foscolo, opera di Marco Pasato
- 1668–1750: Apostolo Zeno, opera di Pietro Bearzi
- 1454–1510: Caterina Cornaro, opera di Augusto Sanavio
- 1265–1321: Dante Alighieri, opera di Pietro Zandomeneghi
- 1755–1832: Giustina Renier Michiel, opera di Pietro Zandomeneghi
- 1552–1616: Vincenzo Scamozzi, opera di Pietro Zandomeneghi
- 1802–1874: Niccolò Tommaseo, opera di Mario Salvini
- 1720–1806: Carlo Gozzi, opera di Antonio De Bei
- 1528–1588: Paolo Veronese, opera di Augusto Benvenuti
- 1477–1576: Tiziano Vecellio, opera di Antonio Bianchi
- 1508–1580: Andrea Palladio, opera di Eugenio Pedon
- 1798–1849: Carlo Alberto di Savoia, opera di Luigi Ferrari
- 1433–1516: Giovanni Bellini, opera di Lorenzo Moretti Larese
- 1693–1770: Giambattista Tiepolo, opera di Augusto Benvenuti
- 1512–1594: Jacopo Robusti, opera di Antonio Bianchi
- 1686–1739: Benedetto Marcello, opera di Gaetano Zennaro
- 1476–1557: Sebastiano Caboto, opera di Antonio Bianchi
- 1697–1764: Giambattista Spolverini, opera di Giuseppe Poli
- 1254–1324: Marco Polo, opera di Augusto Gamba
- 1411–1470: Paolo Erizzo, opera di Domenico Passerini
- 1731–1792: Angelo Emo, opera di Pietro Zandomeneghi
- 1450–1498: Giovanni Caboto, opera di Augusto Benvenuti
- 1611–1652: Brandolino VI Brandolini, opera di Domenico Passerini
- 1623–1657: Lazzaro Mocenigo, opera di Luigi Borro
- 1817–1893: Angelo Minich, opera di Carlo Lorenzetti
- 1679–1747: Bernardino Zendrini, opera di Gaetano Zennaro
- 1564–1642: Galileo Galilei, opera di Luigi Ferrari
- 1540–1598: Paolo Paruta, opera di Luigi Ferrari
- 1306–1354: Andrea Dandolo, opera di Lorenzo Moretti Larese
- 59 a.C.–17 d.C: Tito Livio, opera di Lorenzo Moretti Larese
- 1436–1521: Leonardo Loredan, opera di Luigi Borro
- XV sec.: Fra Mauro Camaldolese, opera di Giuseppe Soranzo
- 1707–1793: Carlo Goldoni, opera di Francesco Bosa
- 1465–1558: Cassandra Fedele, opera di Luigi Borro
- 1741–1816: Francesco Paiola, opera di Pietro Lorandini
- 1334–1395: Nicolò Zeno, opera di Antonio Bianchi
- 1334–1418: Carlo Zen, opera di Angelo Giordani
- 1107–1205: Enrico Dandolo
- 1745–1819: Jacopo Morelli, opera di Giuseppe Soranzo
- 1496–1578: Sebastiano Venier, opera di Lorenzo Moretti Larese
- 1801–1850: Luigi Carrer, opera di Giuseppe Soranzo
- 960–1008: Pietro II Orseolo, opera di Pietro Bearzi
- 1470–1547: Pietro Bembo, opera di Angelo Cameroni
- 1804–1857: Daniele Manin, opera di Emilio Marsili
- 1370–1431: Gasparino Barzizza, opera di Domenico Passerini
- 1808–1861: Samuele Romanin, opera di Augusto Benvenuti
- 1757–1822: Antonio Canova, copia da Antonio Canova

Il Panteon venne creato nel 1847 quando, in occasione del IX Congresso degli Scienziati italiani, l'Istituto veneto di scienze lettere ed arti, chiese di formare una raccolta delle immagini, in forma di busti o medaglioni, dei grandi veneti, coloro che si sono distinti nella loro professione (politici, scienziati, artisti, militari, letterati ecc.) vissuti a lungo in Veneto dai tempi antichi fino al XVIII secolo.
I busti e i medaglioni che formano il Panteon Veneto sono stati rimossi da Palazzo Ducale nel 1955, depositati a Ca' Pesaro e infine accolti nel 1989 all'Istituto veneto di scienze, lettere ed arti nella sede di Palazzo Loredan, dove si possono attualmente vedere esposti nell'atrio.
Il progetto iniziato nel 1847 si concluse nel 1931: l'ultimo busto aggiunto alla collezione fu quello di Carlo Gozzi.

Panteon Veneto
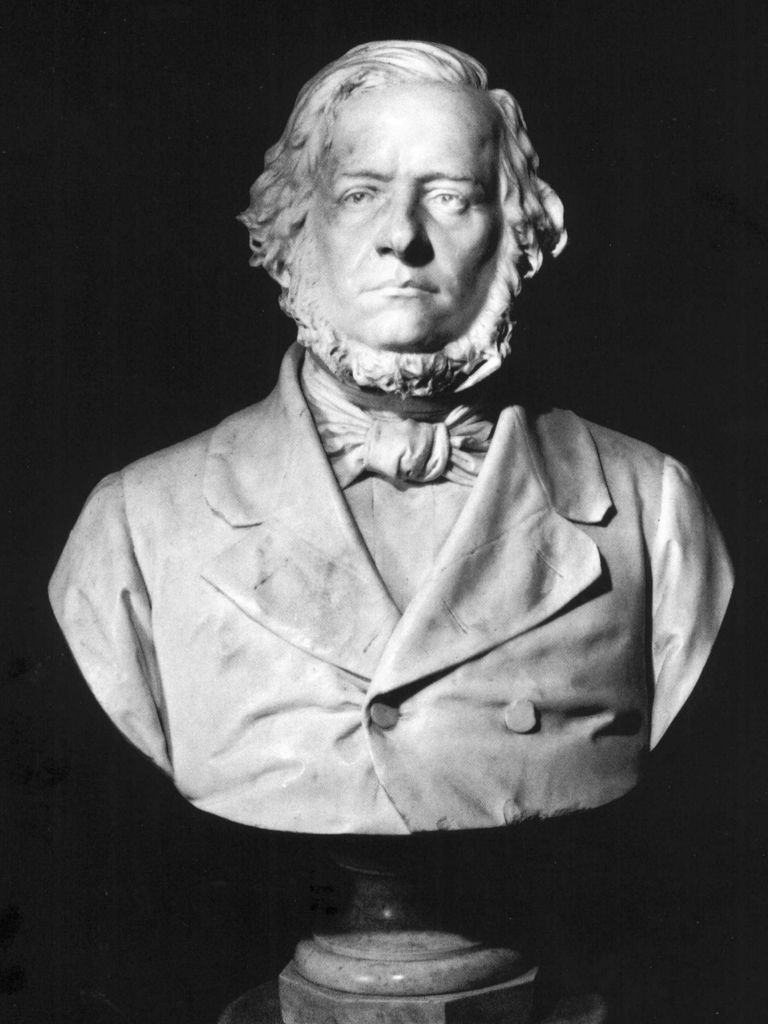
Busto di Daniele Manin, opera di Emilio Marsili (1898)
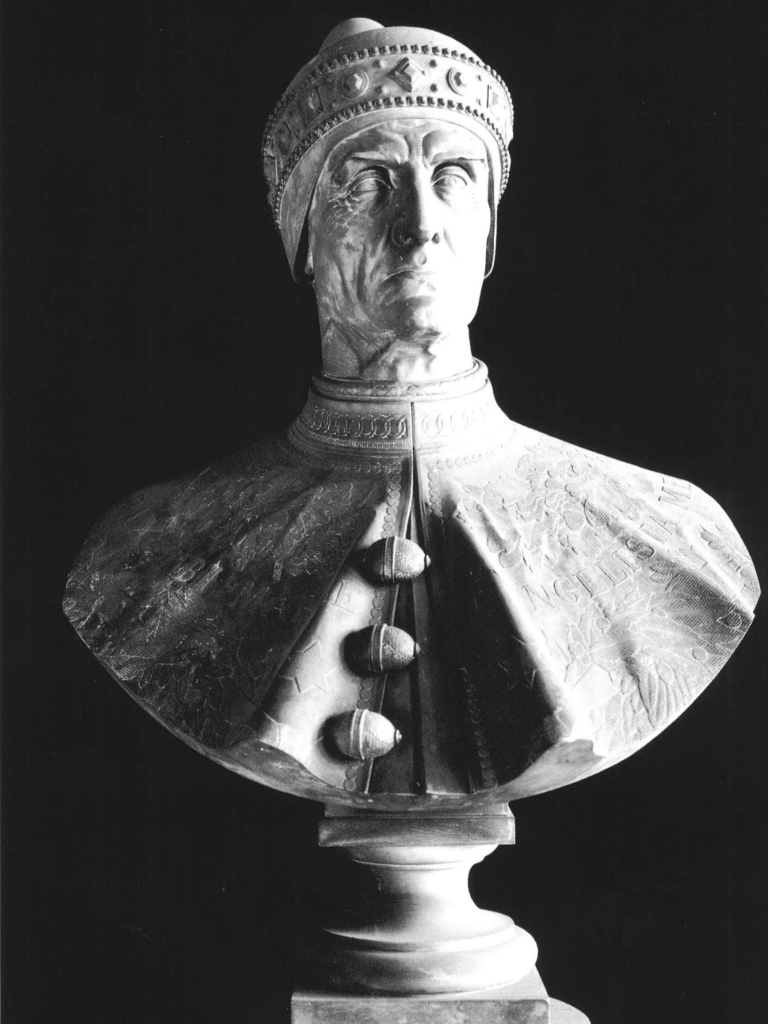
Busto di Leonardo Loredan, opera di Luigi Borro (1860-1861)
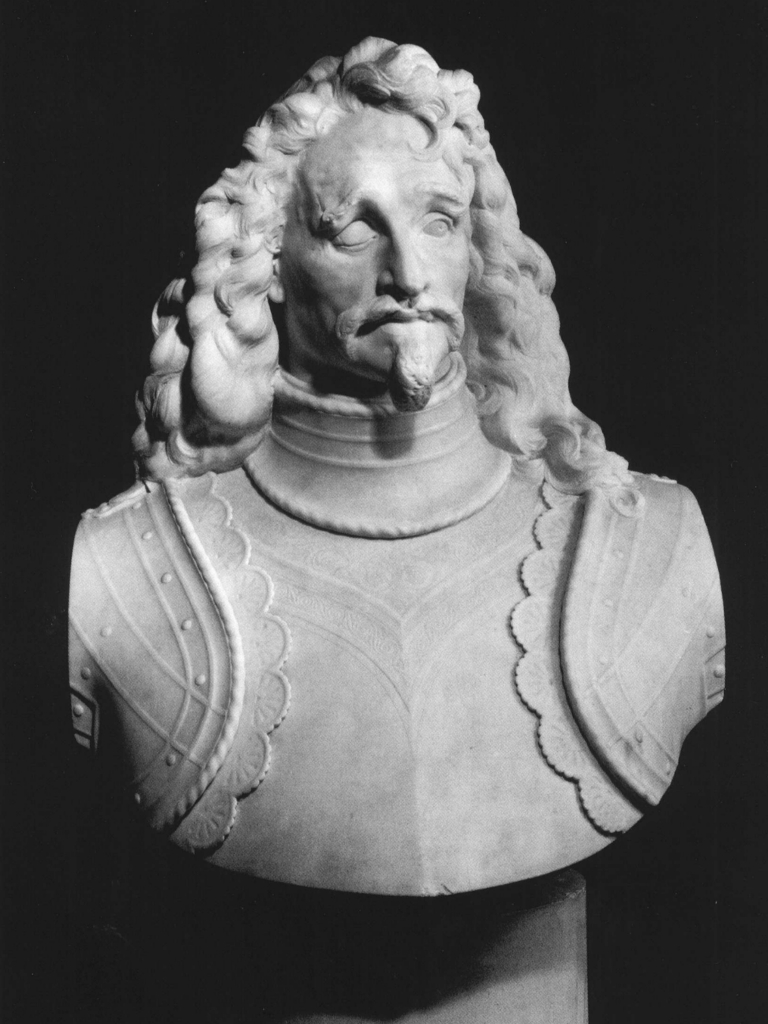
Busto di Lazzaro Mocenigo, opera di Luigi Borro (1874-1875)
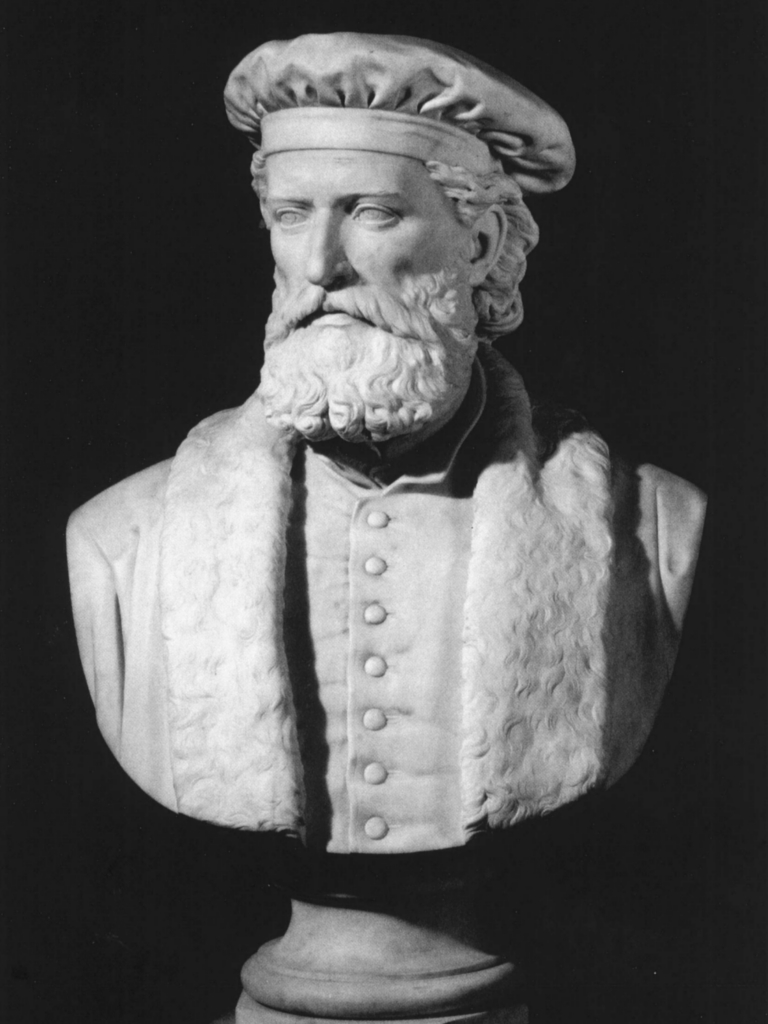
Busto di Marco Polo, opera di Augusto Gamba (1862-1863)
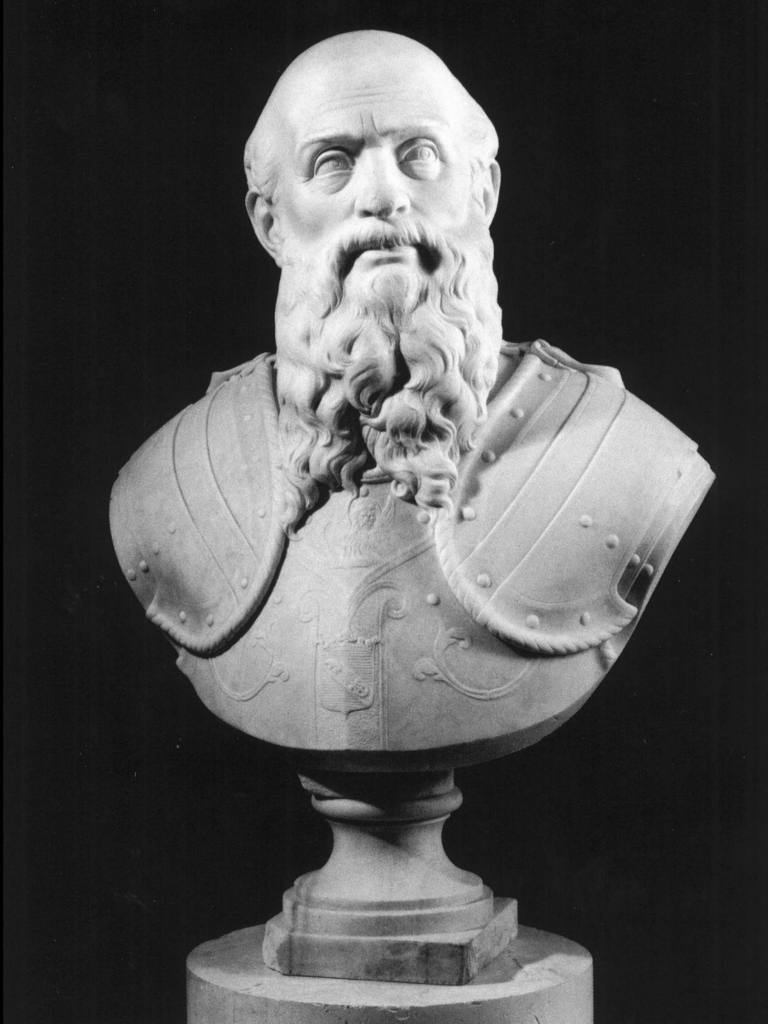
Busto di Paolo Erizzo, opera di Domenico Passerini (1859-1861)
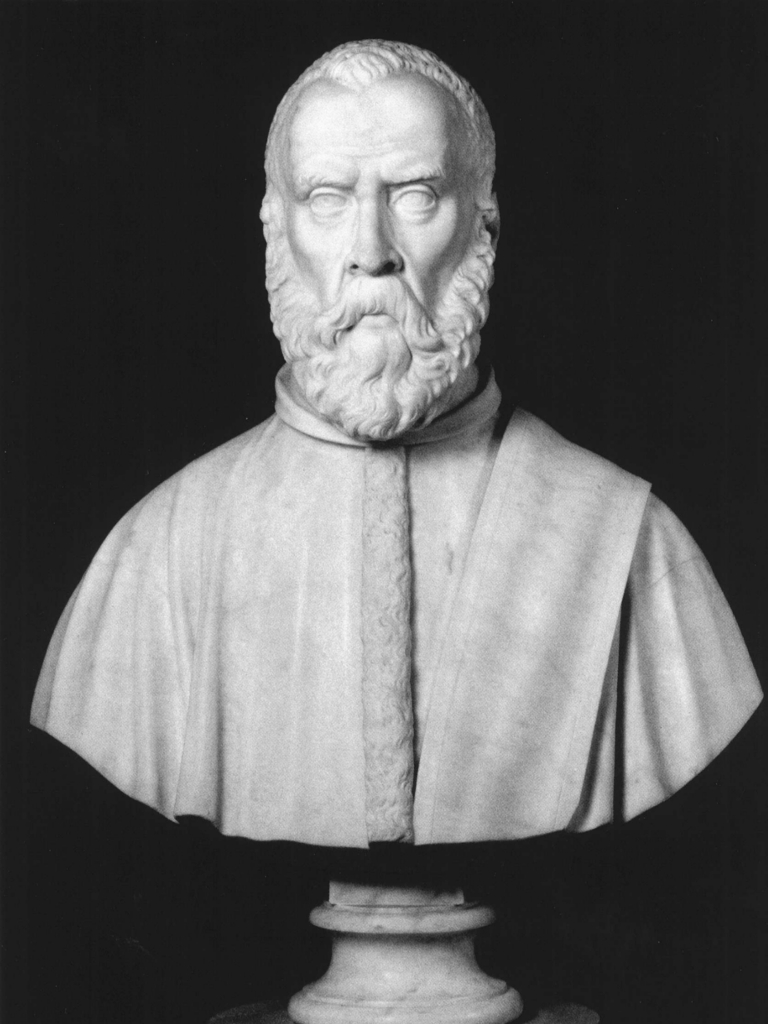
Busto di Tintoretto, opera di Antonio Bianchi (1858)
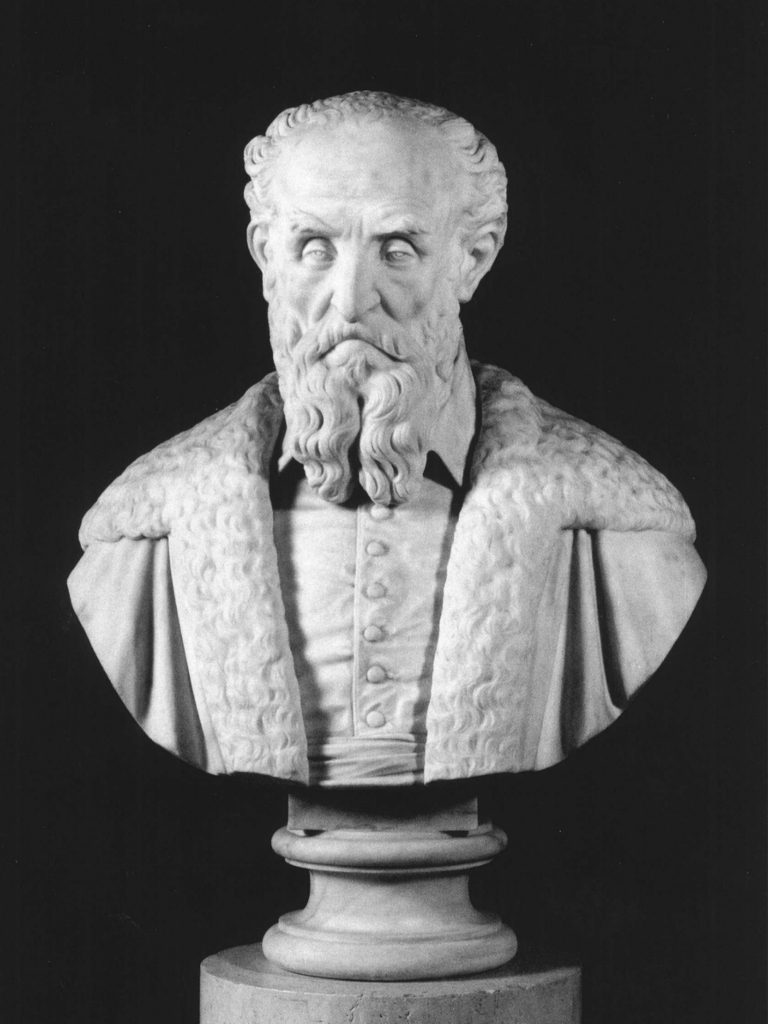
Busto di Tiziano Vecellio, opera di Antonio Bianchi (1858)
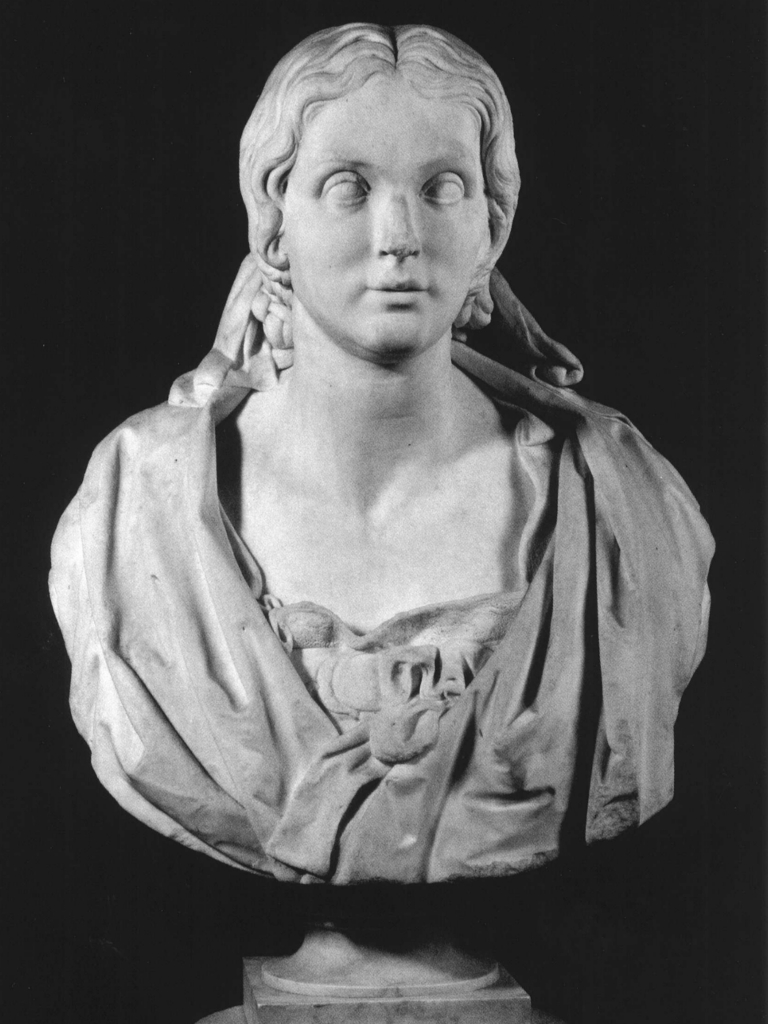
Busto di Giustina Renier Michiel, opera di Pietro Zandomeneghi (1866-1868).
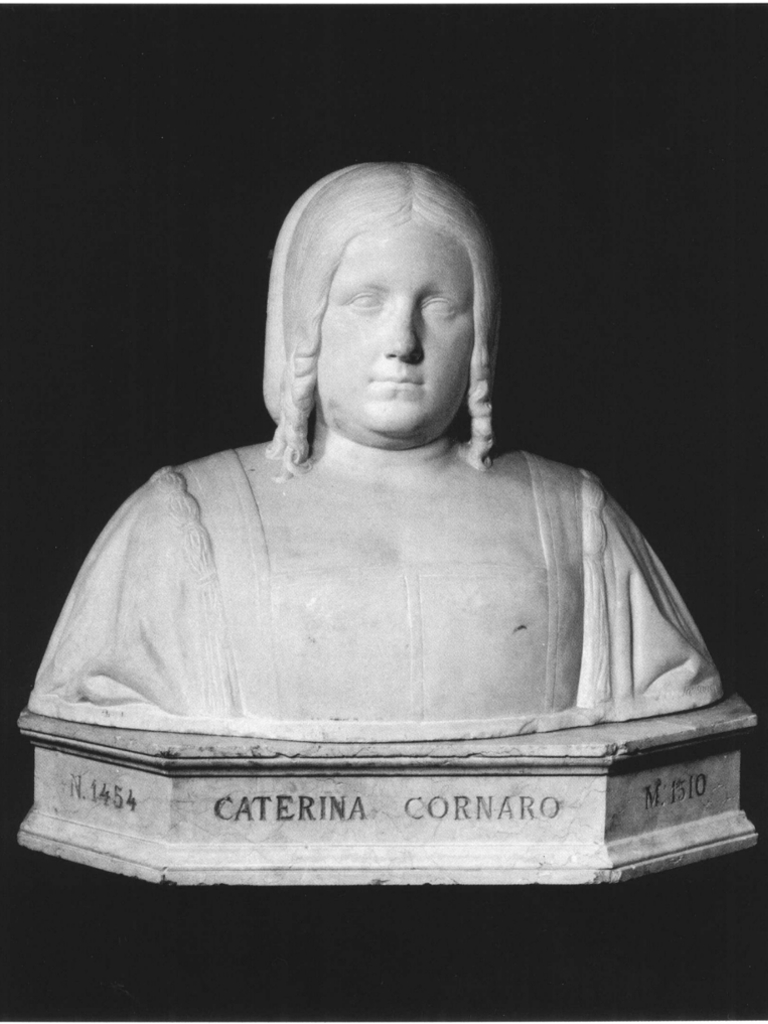
Busto di Caterina Cornaro, opera di Augusto Sanavio (1912)
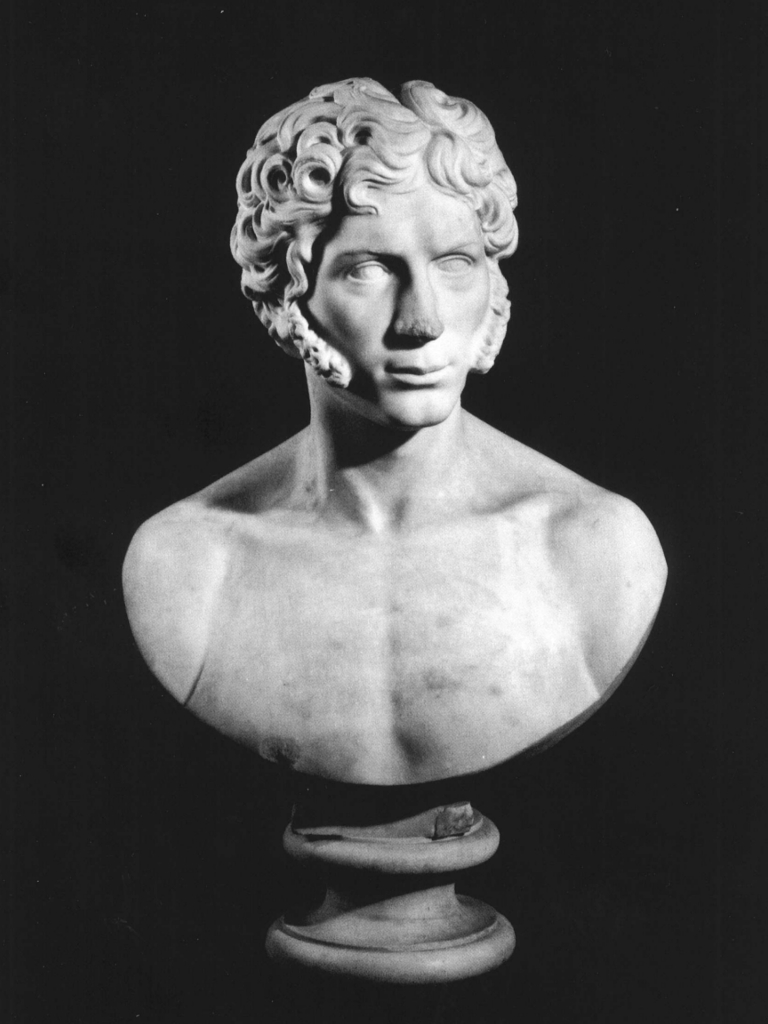
Busto di Ugo Foscolo, opera di Marco Pasato (1861)

## Sala Luigi Luzzatti
Nel centenario della sua nomina a Presidente del consiglio dei Ministri è stata dedicata una sala a Luigi Luzzatti, grazie alle donazioni della Banca Popolare di Verona di cui Luzzatti era stato Presidente.
Nella sala sono esposte fotografie, documenti, oggetti personali e complementi d'arredo appartenuti allo studioso e statista.
Nella stanza sono in mostra un ritratto a olio di Dieudonné Jacobs e un busto in bronzo, che ritraggono Luzzatti, varie sculture, medaglie, targhe, onorificenze e lo scranno da deputato. Esposte anche la scrivania e la poltrona della casa romana.